# 圣若昂达巴拉
圣若昂达巴拉是巴西里约热内卢州的一个市镇。总面积458.611平方公里，总人口30595人，人口密度66.7人/平方公里。